# 5TH DIMENSION
5TH DIMENSION (по яп. произн. Фифўсў димэнсён) — второй альбом японской идол-группы Momoiro Clover Z. Вышел в Японии 10 апреля 2013 года.

## История
13 марта 2013 года открывающая альбом песня «Neo STARGATE» стала доступна для платного скачивания на iTunes и Recochoku. В тот же день видеоклип к песне был загружен на официальный канал агентства Stardust Promotion на YouTube.
Альбом был издан на CD в трёх версиях: обычной и двух лимитированных (A и B). Обычное издание включает один диск, а лимитированные — по два: в A дополнительный CD с концертной записью, а в B — DVD с двумя видеоклипами.
По словам участников группы, 5TH DIMENSION — концептуальный альбом, который надо слушать в том порядке, как треки записаны на диске.
В первый день альбом продался в 102855 экземплярах и дебютировал на первом месте дневного чарта Oricon, причём вторую позицию занимал первый альбом группы (Battle and Romance), переиздания лимитированных изданий которого вышли в тот же день.

## Список композиций

### Обычное издание (CD)
| №   | Название | Длительность |
| --- | --- | ------------ |
| 1.  | «Neo STARGATE» |              |
| 2.  | «Kasou Dystopia» (仮想ディストピア Касо: дисутопиа, «Виртуальная антиутопия»)                                                                                      |              |
| 3.  | «Mouretsu Uchuu Koukyoukyoku Dai 7 Gakushou „Mugen no Ai“» (猛烈宇宙交響曲・第七楽章「無限の愛」, «Неистовая космическая симфония. Часть 7: „Бесконечная любовь“») |              |
| 4.  | «5 The POWER» |              |
| 5.  | «Roudou Sanka» (労働讃歌 Ро:до: санка , «Гимн труду») |              |
| 6.  | «Get Down!» (ゲッダーン! Гэдда:н!) |              |
| 7.  | «Otome Sensou» (Z女戦争, «Девичья война») |              |
| 8.  | «Tsuki to Gingami Hikousen» (月と銀紙飛行船, «Луна и дирижабль из серебряной бумаги»)                                                                              |              |
| 9.  | «BIRTH Ø BIRTH» (Ба:су о: ба:су) |              |
| 10. | «Joukyu Monogatari -Carpe Diem-» (上球物語 -Carpe diem-, «История путешествия на Землю (Carpe diem)»)                                                              |              |
| 11. | «Soratobu! Ozashiki Ressha» (宙飛ぶ!お座敷列車, «Летим в небе! Поезд с татами-сиденьями»)                                                                          |              |
| 12. | «Saraba, Itoshiki Kanashimitachi yo» (サラバ、愛しき悲しみたちよ, «Прощайте, мои дороги печали»)                                                                   |              |
| 13. | «Hai to Diamond» (灰とダイヤモンド Хай то дайямондо, «Пепел и алмазы»)                                                                                             |              |

## Лимитированное издание A (2CD)
СD1
Список такой же, как в обычном издании
CD2
Концертный CD, на котором записана первая часть концерта Momoiro Yobanashi Dai-ichi Ya «Hakushuu», состоявшегося 17 ноября 2012 года в Zepp Tokyo
| №   | Название                                                                  | Исполнитель                                    | Длительность |
| --- | ------------------------------------------------------------------------- | ---------------------------------------------- | ------------ |
| 1.  | «Cosmos» (秋桜 Kosumosu)                                                  | Аяка Сасаки                                    |              |
| 2.  | «Hatsukoi» (初恋)                                                         | Канако Момота                                  |              |
| 3.  | «Namidame no Alice» (涙目のアリス Намидамэ но Арису)                      | Сиори Тамаи                                    |              |
| 4.  | «Arigatou no Present» (ありがとうのプレゼント Аригато: но пурэдзэнто)     | Момока Ариясу                                  |              |
| 5.  | «Tsugaru Hantou Tappizaki» (津軽半島竜飛崎)                               | Рэни Такаги                                    |              |
| 6.  | «Erimomisaki» (襟裳岬)                                                    | Рэни Такаги                                    |              |
| 7.  | «Datte Arinnandamon» (だって あーりんなんだもーん☆ Даттоэ А:риннандамо:н) | Аяка Сасаки                                    |              |
| 8.  | «Taiyō to Ekubo» (太陽とえくぼ)                                           | Канако Момота                                  |              |
| 9.  | «Shōjo Ningyō» (少女人形)                                                 | Сиори Тамаи                                    |              |
| 10. | «Nagori Yuki» (なごり雪)                                                  | Момока Ариясу с Минами Косэцу (яп. 南こうせつ) |              |
| 11. | «Kandagawa» (神田川)                                                      | Momoiro Clover Z с Минами Косэцу               |              |
| 12. | «Ano Subarashī Ai o Mou Ichi Do» (あの素晴しい愛をもう一度)               | Momoiro Clover Z с Минами Косэцу               |              |

## Лимитированное издание B (CD+DVD)
СD
Список такой же, как в обычном издании
DVD
| №  | Название                      | Длительность |
| -- | ----------------------------- | ------------ |
| 1. | «Neo STARGATE (MUSIC VIDEO)»  |              |
| 2. | «BIRTH Ø BIRTH (MUSIC VIDEO)» |              |

## Чарты
| Чарт (2013)                 | Наивыс. позиция |                           |   |
| --------------------------- | --------------- | ------------------------- | - |
| Чарт (2013)                 | Наивыс. позиция | Oricon Daily Albums Chart | 1 |
| Oricon Weekly Albums Chart  | 1               |                           |   |
| Oricon Monthly Albums Chart | 1               |                           |   |